# Gabriel Hässi (Landammann)
Gabriel Hässi war ein katholischer Landammann von Glarus ab 1560 bis zu seinem Tode 1565. In seine Amtszeit fällt der Abschluss des Glarnerhandels mit dem 2. Glarner Landesvertrag, der religiöse Gleichberechtigung (Parität) zwischen den Katholiken und der reformierten Mehrheit festlegte und in den Landvogteien Gaster und Uznach den katholischen Glauben festschrieb. Gabriel Hässi war der Sohn des Ratsherrn und Landvogts Konrad Hässi und Bruder des Melchior Hässi. Er war verheiratet mit Maria Bäldi, Tochter des Joachim Bäldi, eines Hauptmanns in französischen Diensten.